# Albergaria-a-Velha e Valmaior
Albergaria-a-Velha e Valmaior es una freguesia portuguesa del municipio de Albergaria-a-Velha, distrito de Aveiro.

## Historia
Fue creada el 28 de enero de 2013 en aplicación de una resolución de la Asamblea de la República de Portugal promulgada el 16 de enero de 2013 con la unión de las freguesias de Albergaria-a-Velha y Valmaior, estando situada su sede en la antigua freguesia de Albergaria-a-Velha.

## Demografía
| Gráfica de evolución demográfica de Albergaria-a-Velha e Valmaior entre 2011 y 2021 |
|                                                                                     |
| Datos según el nomenclátor publicado por el INE portugués.                          |